# Dermatan solfato
Il Dermatan solfato è un glicosamminoglicano che si trova nelle valvole cardiache, nella pelle e nei vasi sanguigni.
È costituito da unità disaccaridiche ripetute di N-acetilgalattosammina solfatata in C-4 e acido L-iduronico (uno stereoisomero dell'acido glucuronico) unite tramite legame α-1,3. perché si ha un ribaltamento nella forma epimerica.